# 林邊 (大字)
林邊，原稱為林仔邊，是台灣屏東縣林邊鄉的一個傳統地域名稱，也是全鄉行政中心所在地，位於該鄉東南部。相較於今日行政區，其範圍大致包括林邊村不含東北部、光林村、仁和村不含西北端及西南端、中林村、永樂村不含西北部及東端、竹林村西南端。

## 歷史
台灣日治初期，林邊地區為一街庄，稱為「林仔邊庄」，隸屬於港東中里。該庄北與(石亟)仔口庄、竹仔腳庄為鄰，東隔林仔邊溪（今林邊溪）與大武丁庄、羗園庄、塭仔庄為界，南邊及西邊為田墘厝庄。
1901年（日治明治三十四年）11月，全台廢縣廳改設二十廳，該庄隸屬於阿猴廳（1903年改稱阿緱廳）。1903年（明治三十六年）6月，該庄編入「林仔邊區」，隸屬於阿緱廳。1909年（明治四十二年）10月，合併二十廳為十二廳，林仔邊區仍隸屬於阿緱廳。1920年（大正九年），全台地方制度大改正，廢十二廳改設五州二廳，該庄改制並簡化為「林邊」大字，隸屬於高雄州東港郡林邊庄。
戰後林邊庄改制為林邊鄉，隸屬於高雄縣，大字亦改制為村。1950年10月，高、屏分治，林邊鄉改隸屬屏東縣。1951年3月，林邊鄉拆分出溪州鄉（今南州鄉），本地區仍隸屬林邊鄉。

## 聚落
本地區發展較早的聚落有林仔邊、八甲頭、檳榔宅、鹽岸頭等，在日治期初期的官方地圖上已有記載。

## 交通
- 省道台17線
- 縣道189號

## 學校
- 林邊國中
- 林邊國小
- 仁和國小

## 廟宇
- 林邊慈貞宮潘姑娘廟